# Al Leiter

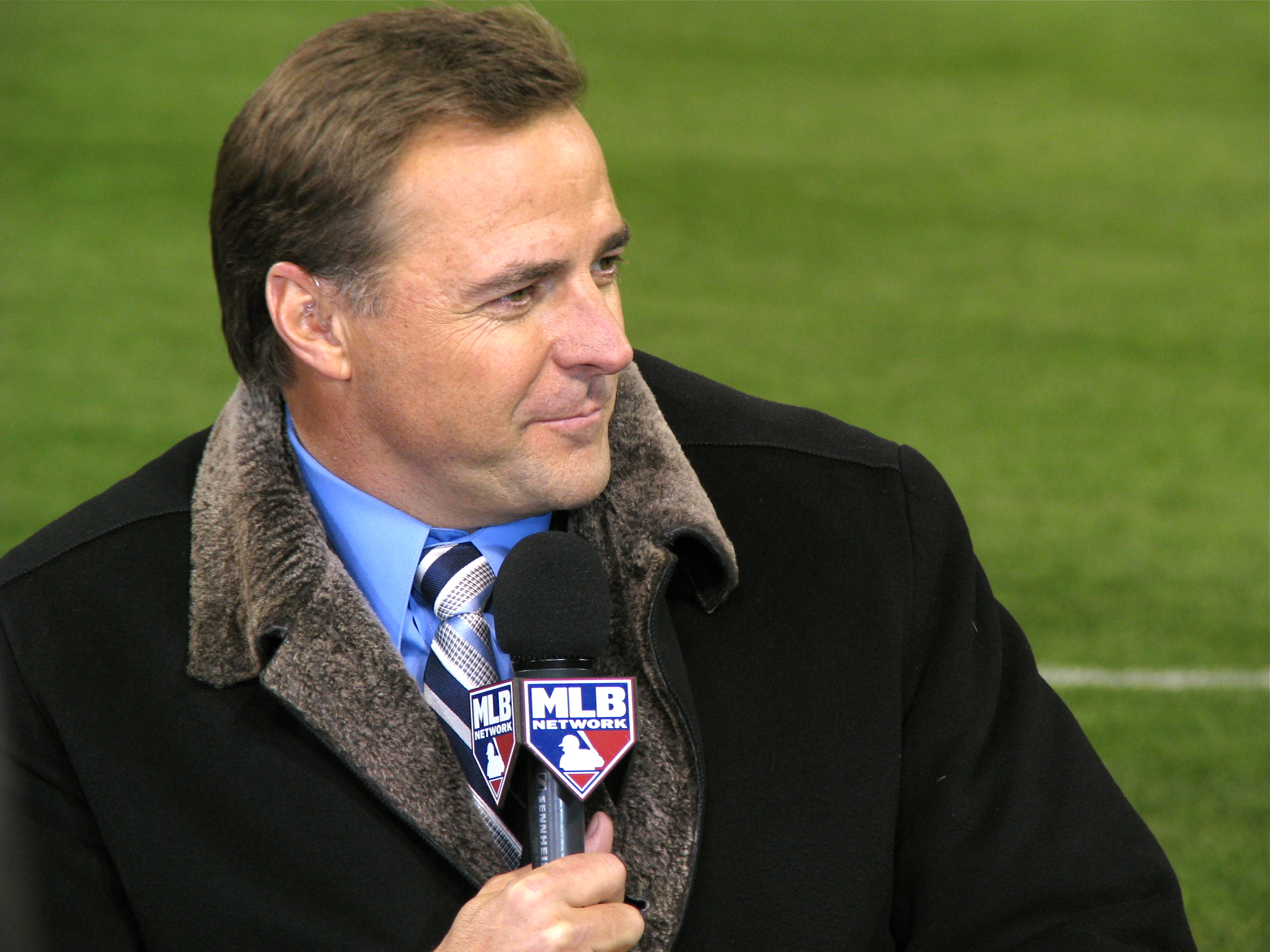
Al Leiter

Alois Terry Leiter, mais conhecido como Al Leiter (23 de outubro de 1965), é um ex-jogador profissional de beisebol norte-americano.

## Carreira
Al Leiter foi campeão da World Series 1998 jogando pelo Florida Marlins. Na série de partidas decisiva, sua equipe venceu o Cleveland Indians por 4 jogos a 3.